# Asklepios

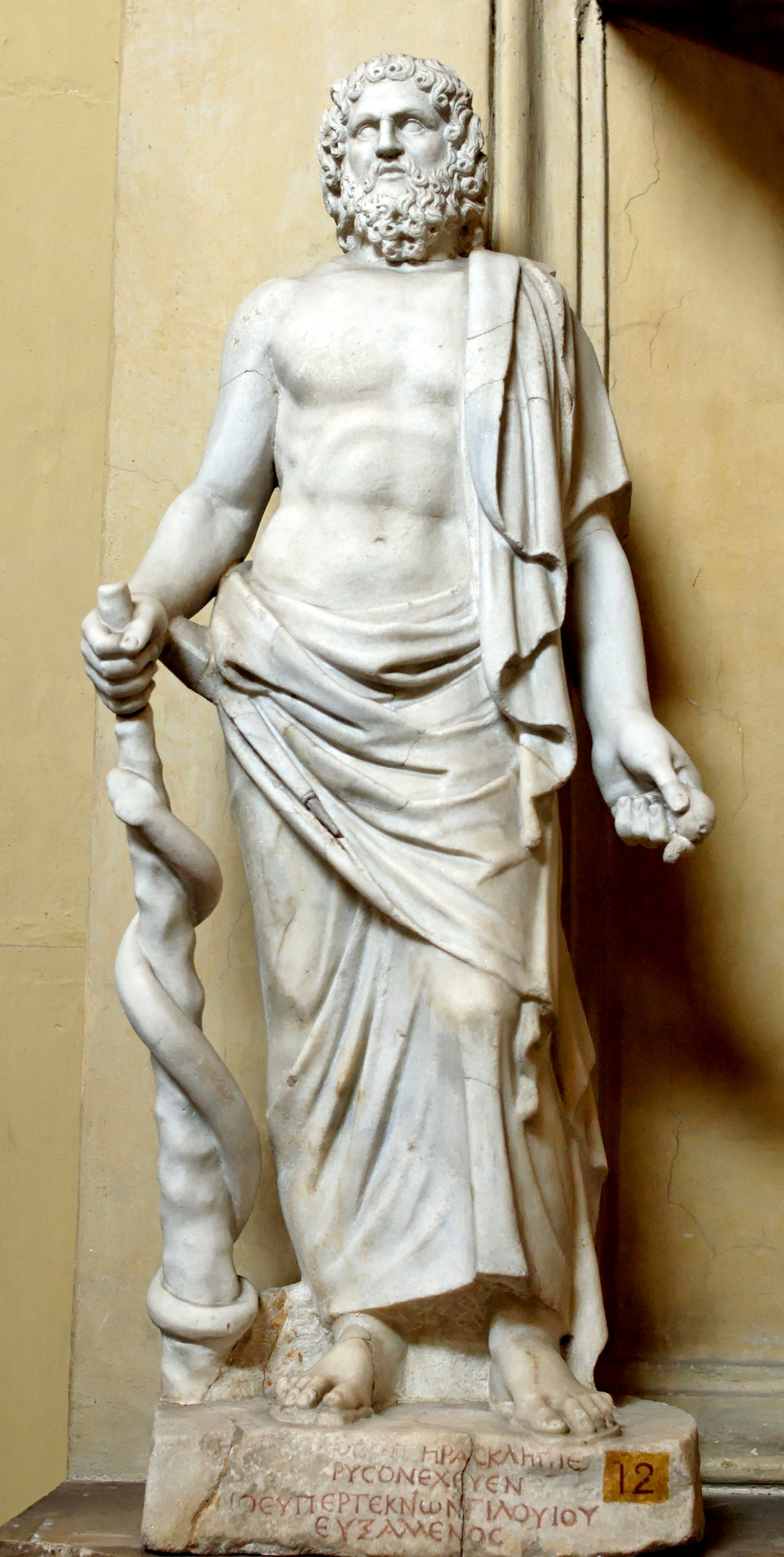
Marmorstatue des Asklepios, römische Kopie nach einem griechischen Original aus dem 5. Jahrhundert

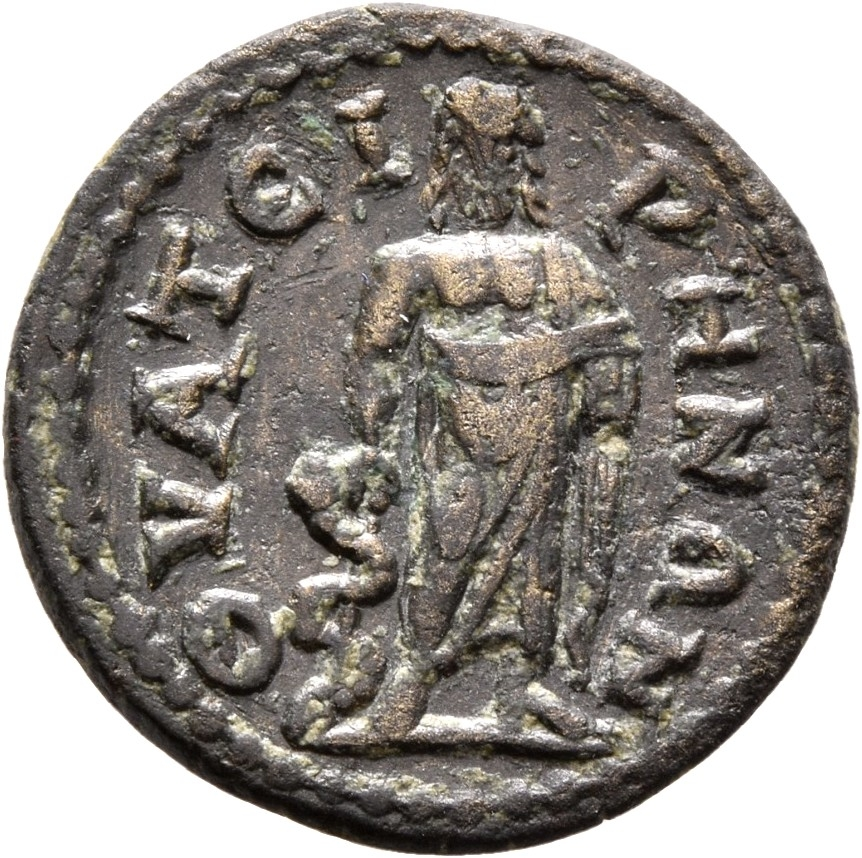
Münze aus Thyateira mit Darstellung des Asklepios

Asklepios (altgriechisch Ἀσκληπιός, Ἀσκλαπιός Asklēpiós, Asklāpiós, lateinisch Asclēpius, Aesculāpius, deutsch Asklepius, auch Äskulap, Bedeutung unbekannt, aber auf eine ursprünglich vorgriechische Gottheit hindeutend) ist in der griechischen und römischen Mythologie ein Gott der Heilkunst.
Die Schlange, die sich in den meisten Darstellungen um den Äskulapstab windet, weist ihn den chthonischen oder Erdgottheiten zu. Nach homerischer Tradition war Asklepios ein Heros und Arzt in Thessalien, der nach dem Tod seine Verehrung als Heilgott bzw. Gott der Medizin erfuhr.

## Mythologie

### Geburt
Für seine Abstammung werden fünf verschiedene Versionen überliefert: (1) Er ist ein Nachkomme des Lapithes und so selbst einer der Lapithen, (2) ein Kind des Apollon und der Koronis,  (3) des Ischys und der Koronis, (4) des Apollon und der Arsinoë, (5) des Arsippos und der Arsinoe.
Die Version Apollon/Koronis (2) wurde ein beliebter Mythos der antiken Dichter und weiter ausgebaut: Als Koronis bereits von dem Gott Apollon schwanger war, ließ sie sich mit Ischys, einem Sterblichen, ein. Zur Strafe wurde sie von Apollons Zwillingsschwester Artemis oder von Apollon selbst getötet. Als ihre Leiche auf dem Scheiterhaufen verbrannt wurde, näherte sich Hermes und schnitt den ungeborenen Äskulap aus ihrem Mutterschoß. Apollon brachte ihn zum heilkundigen Kentauren Cheiron, der das Kind aufnahm und in der Heilkunst unterwies, welche er einst selbst von Apollon gelernt hatte.
Der Koronis/Apollon-Mythos erlebte noch eine weitere Version: Koronis’ Vater Phlegyas kam heimlich auf die Peloponnes, um auszukundschaften, wo er leicht einen Überfall machen könne. Seine Tochter, die von Apollon schwanger war, begleitete ihn. Entweder brachte Koronis das Kind heimlich zur Welt und setzte es auf dem Berg Titthion aus oder auch Phlegyas ließ es nach der Geburt dort aussetzen, oder eine Ziege aus einer Herde nährte Asklepios mit Milch und ein Wachhund beschützte ihn. Der Hirte Aresthanas suchte nach seinem Hund und seiner Ziege. Als er sie beide fand, wollte er Asklepios töten, doch als er sich näherte, begann es um das Kind zu leuchten und er erkannte, dass es das Kind eines Gottes war.

### Wirken
Mit diesem mythologischen Ursprung wird Asklepios als unvergleichlicher Meister der ärztlichen Heilkunst, einschließlich der Tiermedizin, gesehen. Mit Hilfe magisch heilsamer Kräfte des Blutes der Gorgone Medusa, welches ihm Athene brachte, sei es ihm sogar gelungen, einen Toten wieder zum Leben zu erwecken. Des Weiteren wird Asklepios auch in der Ilias erwähnt, wo Homer in ihm einen „unvergleichbaren Arzt“ sieht, dessen Sohn Machaon seinen Dienst vor den Toren des umkämpften Troja verrichtet. Mit seiner Frau Epione hatte er noch einen weiteren Sohn (Podaleirios) und fünf Töchter (Panakeia, Hygieia, Akeso, Iaso und Aigle). In der Spätzeit wurden auch Telesphoros und Meditrina als ihre Kinder angesehen. Mit der Aristodama war er Vater des Aratos.
Auf die Abstammung von Machaon und Podaleirios stützten sich in historischer Zeit die Asklepiaden.
Asklepios soll die Chirurgie und die Medizin (sowie die darin eingeschlossene Kräuterkunde) beherrscht haben. Die im 5. Jahrhundert v. Chr. im Wesentlichen eine theurgische Medizin darstellende Heilbehandlung im Asklepios-Kult, dessen Zentrum das Heiligtum in Epidauros in der Argolis war, bestand oft darin, dass der Kranke im meist außerhalb der Stadt gelegenen Tempel des Asklepios schlief. Im Traum erschien ihm dann der Arzt und gab dem Patienten Diäten oder andere Kuren auf. Es heißt sogar, er hätte es einem glatzköpfigen Mann ermöglicht, sich an einem neuen Haarwuchs zu erfreuen. (Auch soll er in Epidauros eine erblindete Frau (Ambrosia aus Athen) mit einem operativen Eingriff am Auge geheilt haben).
Seine Tochter Hygieia gilt als Personifikation der Gesundheit. Seine zweite Tochter Panakeia gilt als Personifizierung des Heilens durch Heilpflanzen.

### Tod
Mit der Wiedererweckung eines Toten hatte Asklepios wohl seine Befugnisse überschritten, jedenfalls beschwerte sich Hades energisch bei seinem Bruder Zeus über ihn. Auch letzterer fürchtete nun ob des Erfolges des Heilkünstlers, dass bald kein Mensch mehr sterben würde. Er schleuderte daraufhin einen Blitz auf Asklepios und tötete diesen. Dessen Vater Apollon zürnte darüber und tötete alle Kyklopen, die die Blitze für Zeus schmiedeten. Die Strafe, die Zeus Apollon hierfür auferlegte, besagte, dass dieser nun ein großes Jahr lang, das heißt für eine Ennaeteris (2.922 Tage), die Rinder des Admetos hüten müsse.
Nach seinem Tod wurde Asklepios bzw. Aesculapius unter die Götter aufgenommen.

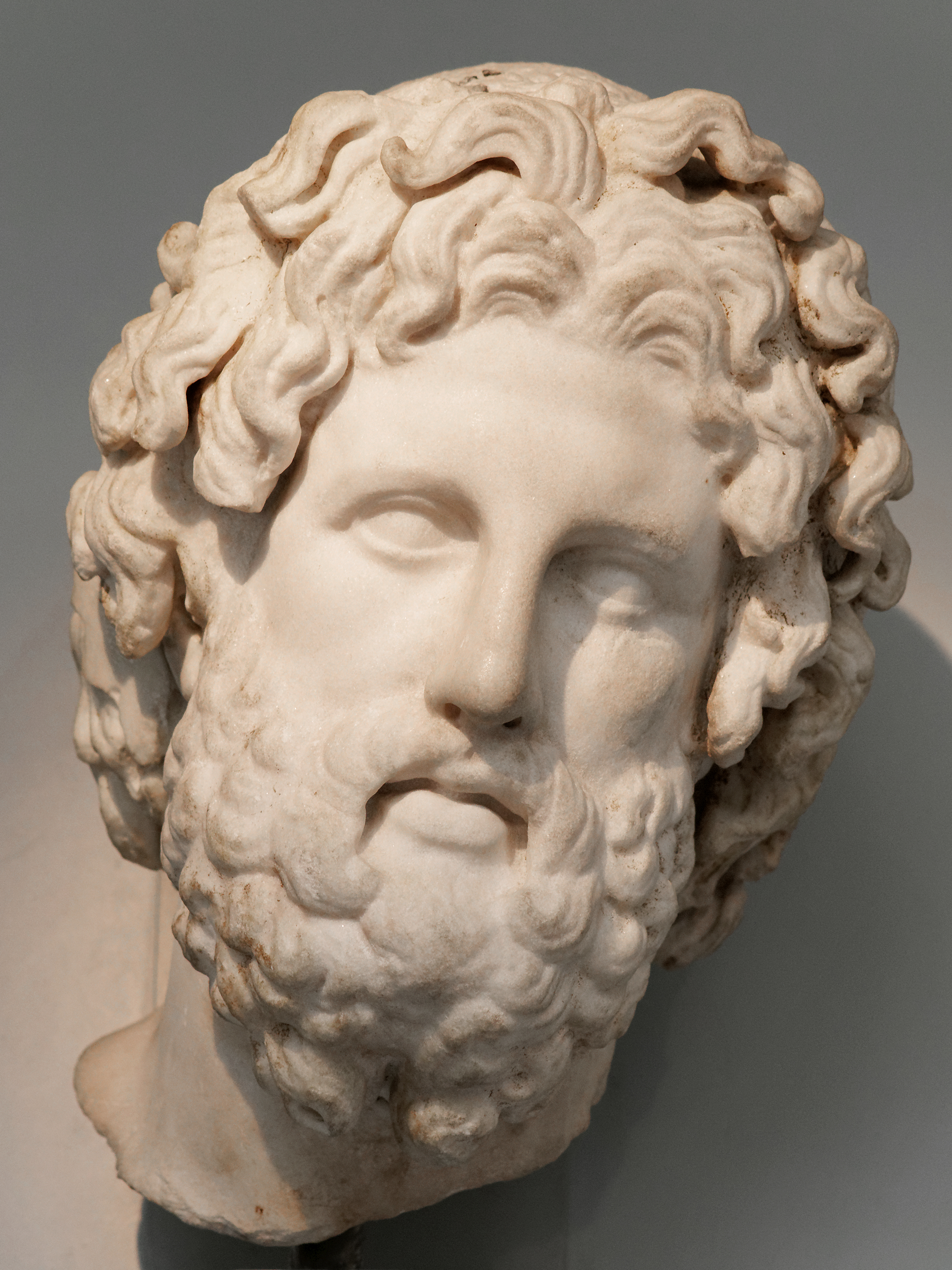
Asklepios mit zeusähnlichen Gesichtszügen

## Darstellung
Asklepios wird meist als ein bärtiger, ernster Mann, der mit Lorbeer verziert ist und sich auf einen Stab stützt, abgebildet. Dieser Stab, der von einer Schlange (Natter), in deren Form er sich einst verwandelte, um im Jahr 293 v. Chr. eine nach Titus Livius seit etwa 290 v. Chr. bestehende Seuche bzw. schwere Epidemie in Rom zu beenden, umschlungen wird, der sogenannte Asklepiosstab, wurde zum Symbol der Heilkunde. Der Hahn, die Eule, die Schlange und die Zypresse waren ihm heilig.
Dargestellt wurde Asklepios auf Statuen, Reliefs, Gefäßen und Münzrückseiten, letztere vor allem auf den Bronzemünzen in den kleinasiatischen römischen Provinzen.

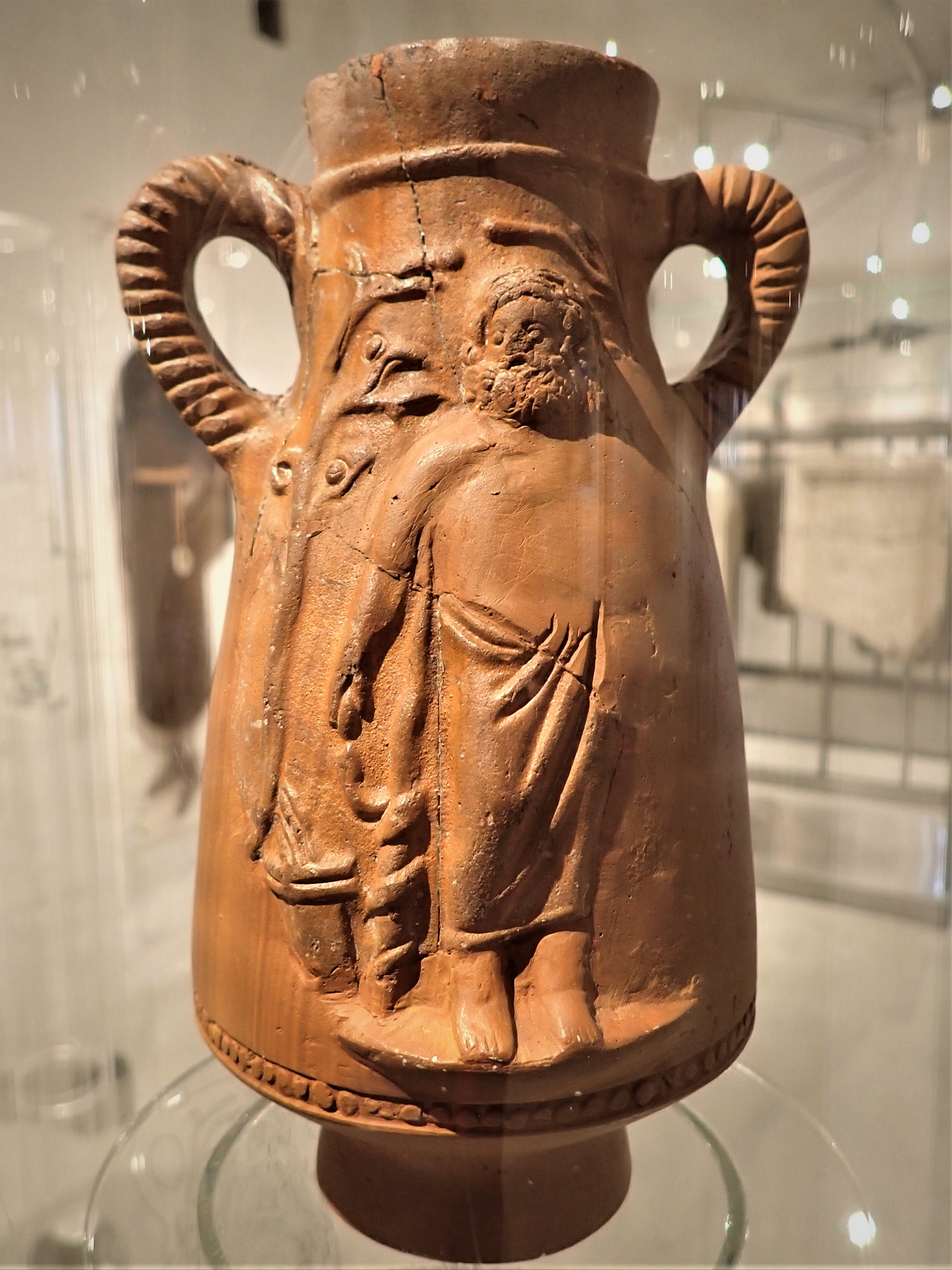
Asklepios auf römischem Tongefäß, Römermuseum Teurnia

Gelegentlich wird die Asclepios auch zusammen mit der Hygieia abgebildet.

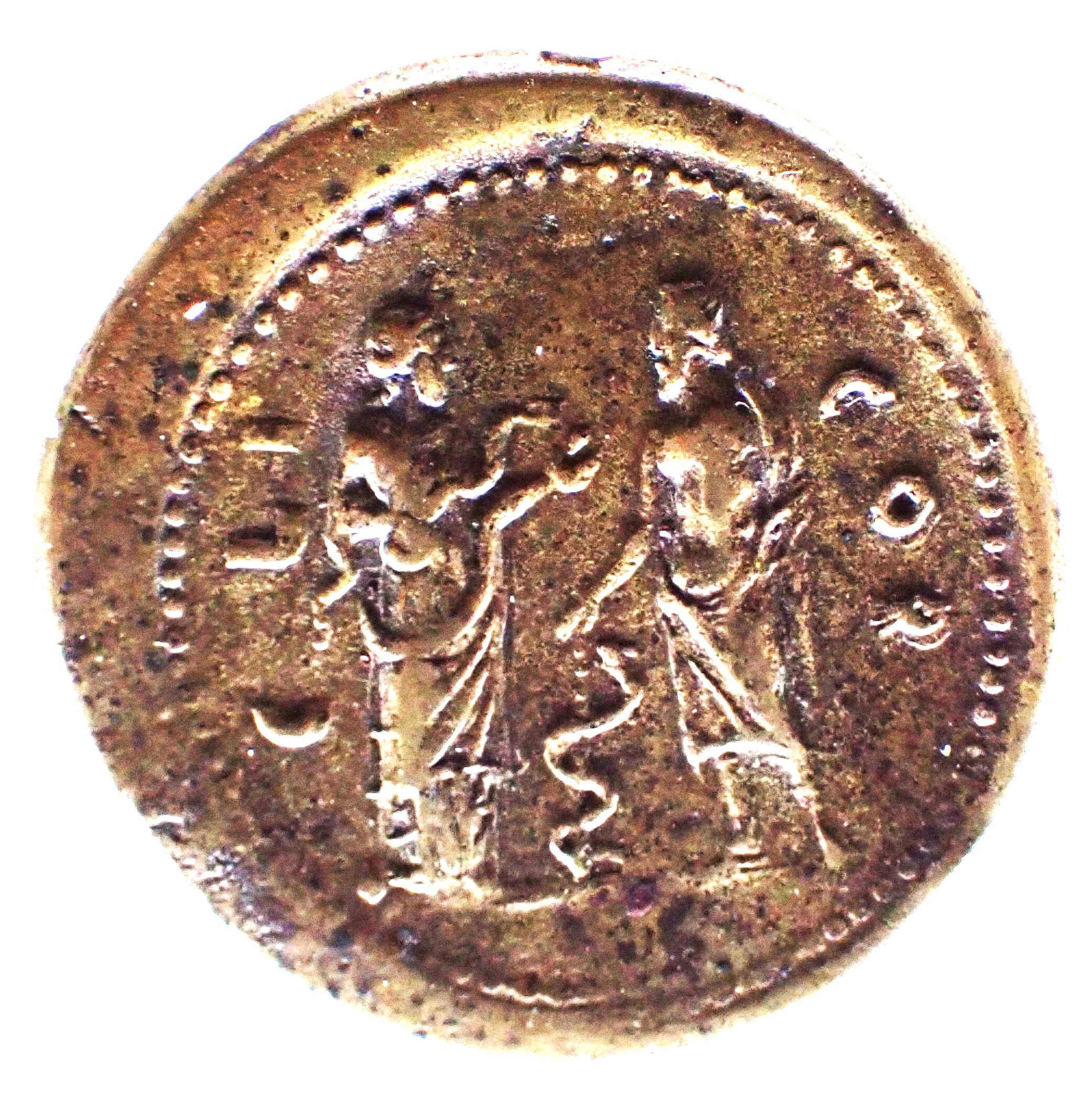
Asclepios und Hygieia auf antiker Silbermünze aus Korinth

## Verehrungsstätten
Asklepios besaß je nach Gegend viele Namen, einige davon lauteten: Aglaopes, Apaleriacus, Archgetas, Aulonius, Causius, Coronides, Cotyläus, Demenaetus, Epidaurius, Gortynius, Hagnitas, Pergameuns und Tricäcus. Ausgeübt wurde der Asklepios-Heilkult vor allem in Asklepieia in Epidauros, Pergamon, Butrint und auf Kos. In der Heilstätte von Kos soll auch Hippokrates seine medizinische Ausbildung erhalten haben. Die Ruinen des riesigen Komplexes mit Tempel, Behandlungszimmern und Altar können bis heute besichtigt werden. Im Jahr 293 v. Chr. fand der Kult des Asklepios – laut Titus Livius als Antwort auf eine Seuche, zu deren Beendigung Asklepios nach Rom geholt worden sein soll, in der Stadt – auch Eingang in Rom (289 v. Chr. wurde auf der Tiberinsel ein Asklepios-Tempel eingeweiht).

## Ähnliche Erzählungen
Die Asklepios-Sage ähnelt der Brüder-Grimm-Variante vom „Gevatter Tod“; dort wird der Tod zum Gevatter (Taufpaten) eines Mannes, welcher nur jene mit einem Kraut heilen darf, die nicht tödlich krank sind. Der junge Mann wird zum „berühmtesten Arzt der Welt“, ein Ruf, der ursprünglich Asklepios gebührte. Als der Arzt aber trotz seines beruflichen Erfolges eines Tages zwei todkranke Menschen heilt (einen alten König und seine schöne Tochter), nimmt der Tod ihn statt ihrer mit.
Es gibt auch Anhaltspunkte dafür, dass zwischen dem ägyptischen Imhotep-Heilkult und dem späteren griechischen Asklepios-Heilkult eine gewisse historische Kontinuität bestand. Tempelmedizin und heilsamer Tempelschlaf waren auch Elemente des Imhotep-Heilkultes.